# Association tunisienne pour l'intégrité et la démocratie des élections
L'Association tunisienne pour l'intégrité et la démocratie des élections (arabe : الجمعية التونسية لنزاهة و ديمقراطية الانتخابات) ou ATIDE est une association tunisienne fondée le 24 mars 2011. Elle a pour but de promouvoir et protéger les valeurs démocratiques et le droit de vote.

## Historique

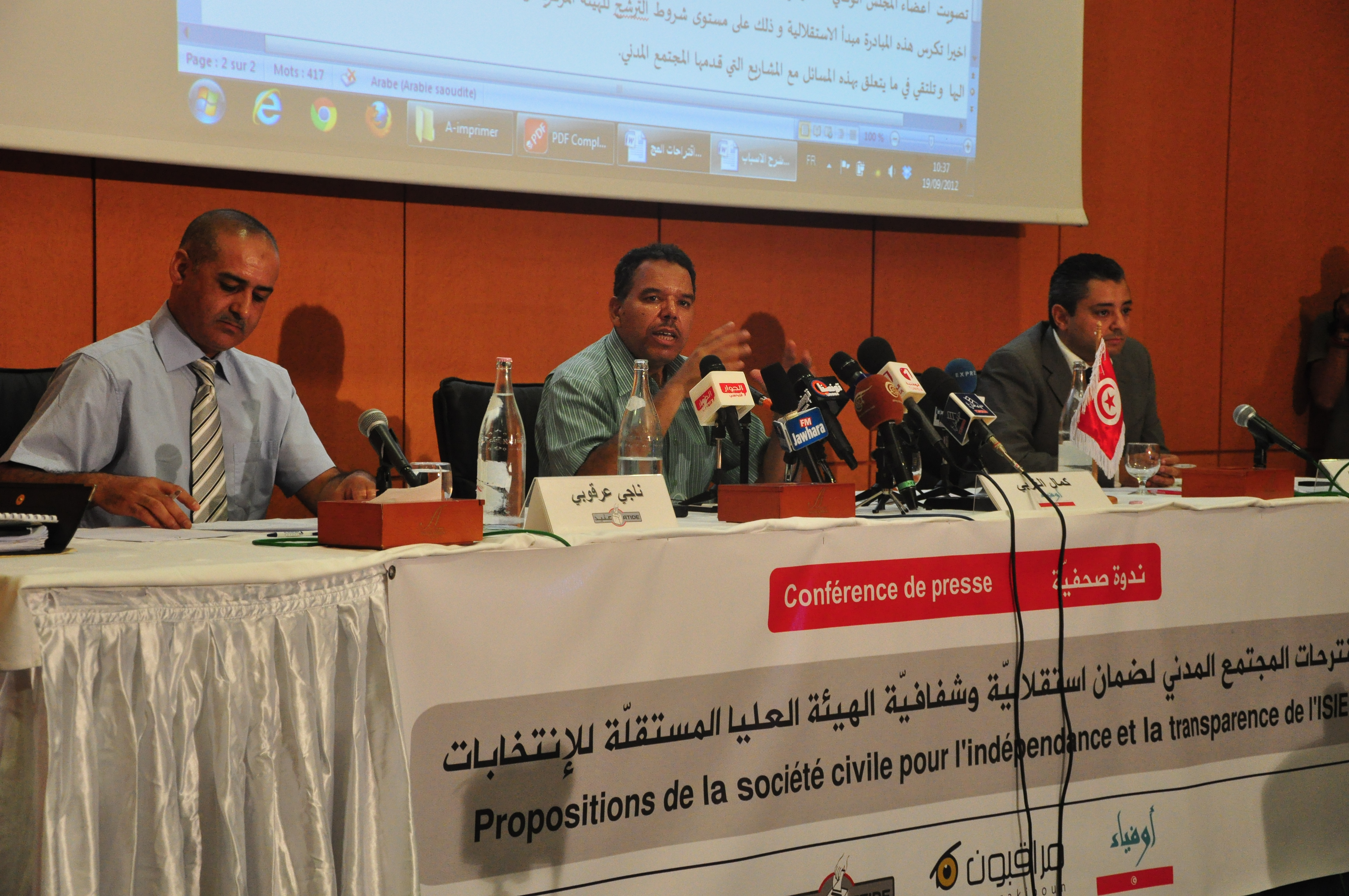
Activistes débattant d'un nouveau projet de loi destiné à réglementer le travail de l'ISIE (2012).

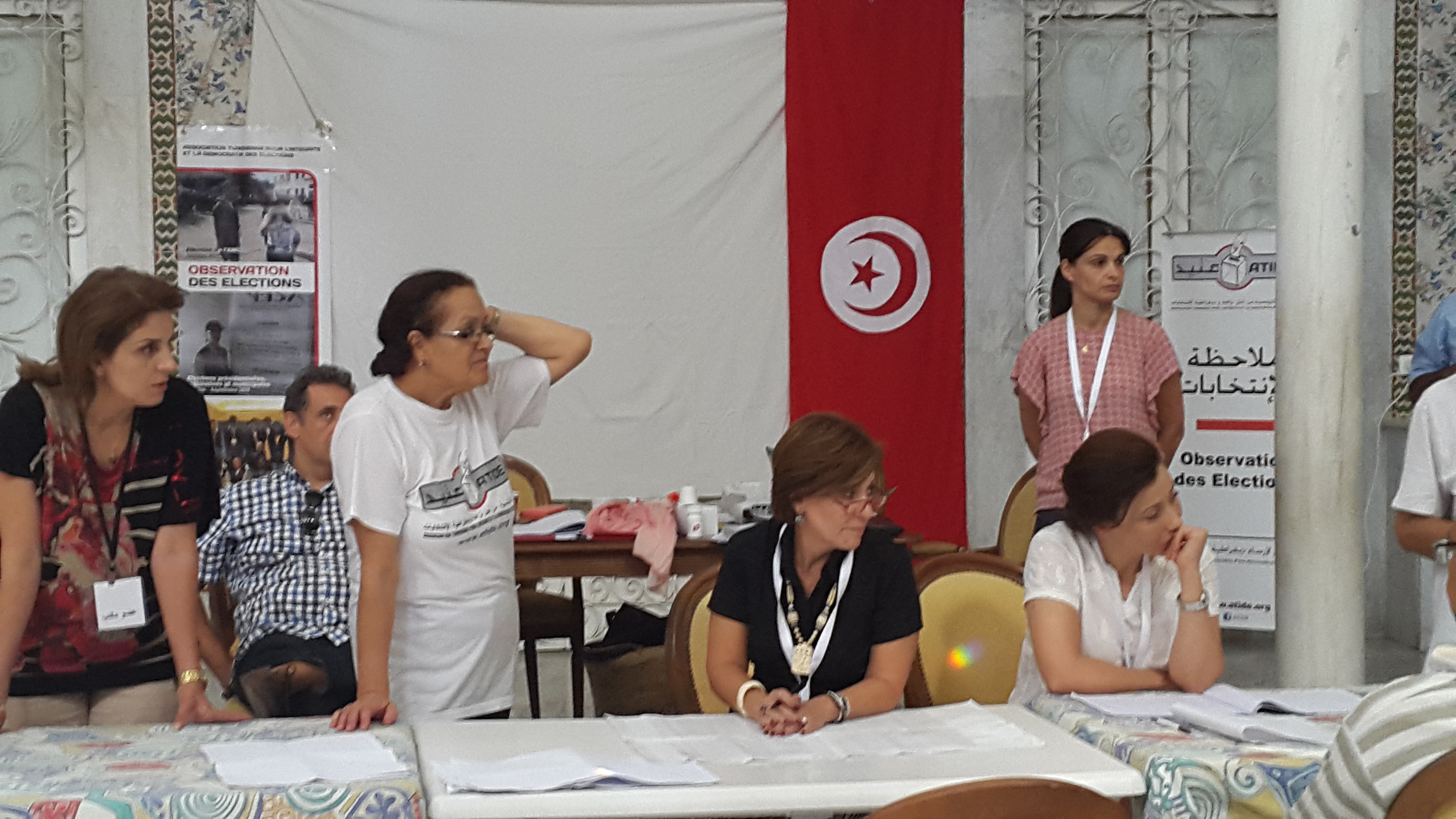
Atelier de l'association en vue des élections de 2014.

Fondée après la révolution tunisienne de 2011, l'Association tunisienne pour l'intégrité et la démocratie des élections est composée de civils bénévoles ayant la volonté de s'assurer de la transparence et du bon déroulement des élections. Elle est accréditée par l'Instance supérieure indépendante pour les élections (ISIE) pour la première fois le 2 août 2011 pour jouer un rôle d'observateur durant les élections constituantes.
À la suite d'une décision de l'ISIE de ne pas exiger des candidats aux élections législatives de 2014 de présenter leur bulletin n°3, l'association dénonce cette mesure qui pourrait permettre l'élection de « personnes ayant été condamnées pour des raisons de sécurité ou d'autres raisons d'État pouvant nuire au pays et à son peuple », et accuse l'instance d'avoir cédé à des pressions partisanes. À la suite des élections de 2014, l'ATIDE annonce avoir enregistré 9 821 infractions dont l'achat des voix, l'absence de neutralité dans certains bureaux de vote et des dysfonctionnements au niveau de l'organisation du scrutin. Lors de la campagne du second tour de l'élection présidentielle, l'association lance une initiative afin de prévenir les violences et la division entre les citoyens.
En vue des premières élections municipales depuis la révolution, en 2018, l'association déploie des bénévoles pour observer le processus d'enregistrement des électeurs et révèlent les éléments qui le rendent difficile et inefficace. Par ailleurs, elle lance une campagne de sensibilisation des électeurs afin de les encourager à aller voter en visitant différentes régions au bord d'une caravane. Après les élections municipales, elle accuse l'ISIE de ne pas avoir agi pour inciter à la participation et d'être peu intervenu face à des violations graves. Elle identifie également plusieurs violations où on a tenté d'influencer le vote des électeurs et briser le silence électoral, dont seraient responsables les deux principaux partis, Nidaa Tounes et Ennahdha, et dénonce par ailleurs l'absence de sanctions prises envers ces deux partis.
Pour les élections présidentielle et législatives de 2019, l'association lance pour la première fois une campagne d'observation sur les réseaux sociaux afin d'analyser les publications pouvant influencer les électeurs. Après avoir identifié des violations sur ces réseaux, elle exhorte l'ISIE à mettre en place un encadrement juridique contre la propagande et la publicité politique durant les périodes électorales.
Lors de la crise politique déclenchée le 25 juillet 2021 par l'invocation de l'article 80 de la Constitution par le président de la République Kaïs Saïed, l'association et d'autres composantes de la société civile appellent le président à présenter des délais pour la fin des mesures exceptionnelles puis à élargir les concertations avec les acteurs politiques. Concernant le référendum constitutionnel qui suit, l'association déclare que les conditions pour assurer un référendum démocratique et transparent ne sont pas réunies. Durant le scrutin, elle annonce que certains de ses observateurs ont été interdits d'effectuer leur mission dans des bureaux de vote et dénonce la violation du silence électoral par Saïed dans un discours diffusé par la télévision nationale. Elle dénonce également le manque de formation par l'ISIE des agents dans les bureaux de vote.

## Présidents
Le premier président et fondateur de l'association est Moez Bouaroui. Il quitte ses fonctions en 2017 après avoir demandé le gel de son adhésion pour pouvoir être candidat aux élections municipales de 2018. Layla Chraybi lui succède,. Le 8 mai 2022, Bassem Maatar est élu président de l'association.